# Sangangüey
El volcán Sangangüey es un estratovolcan inactivo y presenta una forma erosionada, forma parte del Eje volcánico transversal de México. Su altitud es de 2,340 m s. n. m. Y es un importante emblema tanto del municipio de Tepic como del estado de Nayarit. Su altura lo convierte en el segundo punto más alto del estado.

## Senderismo
Se puede realizar senderismo desde las faldas del volcán (La Labor y El Refugio) hasta la cima (La Peña), con un recorrido aproximado de 5 horas.

## Incendio
En mayo del 2017, el volcán sufrió uno de los peores incendios registrados, ya que, debido al relieve y a lo accidentado del terreno, era muy difícil combatir el fuego.
- Datos: Q8538561
- Multimedia: Sanganguey volcano / Q8538561